# Intelsat 6B
O Intelsat 6B (IS-6B), anteriormente denominado de PAS-6B, foi um satélite de comunicação geoestacionário construído pela Hughes (Boeing). Ele esteve localizado na posição orbital de 68,5 graus de longitude leste e foi operado inicialmente pela PanAmSat e posteriormente pela Intelsat, empresa sediada atualmente em Luxemburgo. O satélite foi baseado na plataforma HS-601HP e sua expectativa de vida útil era de 15 anos.

## História
Em março de 1998, a Hughes, foi escolhida pela PanAmSat, para construir o PAS-6B, baseado no modelo Hughes HS-601HP, para proporcionar transmissões de televisão para as residências na América do Sul.
A Intelsat após a aquisição da PanAmSat em 2006, mudou o nome do satélite PAS 6B para Intelsat 6B, em fevereiro de 2007.
Em 2003 o satélite perdeu os motores XIPS secundários somando à perda anterior dos primários, reduziu o seu tempo de vida útil.
O Intelsat 6B era utilizado pela empresa de TV por assinatura Sky Brasil, até a substituição do mesmo pelo Intelsat 11 que foi lançado no dia 5 de outubro de 2007 por um foguete Ariane 5.

## Lançamento
O satélite foi lançado com sucesso ao espaço no dia 21 de dezembro de 1998, às 23:05:32 UTC, por meio de um veículo Ariane-42L H10-3 a partir do Centro Espacial de Kourou, na Guiana Francesa. Ele tinha uma massa de lançamento de 3.470 kg.

## Capacidade e cobertura
O Intelsat 6B era equipado com 32 em banda Ku. para prestar serviços de telecomunicações via satélite para a América do Sul.